# Gøsta Esping-Andersen
Pour les articles homonymes, voir Andersen.
Gøsta Esping-Andersen (né en 1947) est un sociologue danois. Il est actuellement professeur à l'université Pompeu Fabra de Barcelone. Il a auparavant enseigné à Harvard, Florence, et Trente. Par ailleurs, il est connu pour sa participation aux réflexions animées par les organisations internationales telles que l'OCDE, l'ONU, la Banque mondiale ou la Commission européenne.
Ses recherches s'intéressent de façon large aux inégalités sociales, et aux comparaisons internationales des systèmes de protection sociale et de politiques publiques en matière notamment d'emploi.

## Typologie des États-providence
Sa théorie la plus connue en France, est exposée dans son ouvrage The Three Worlds of Welfare Capitalism publié en 1990, puis reprise et améliorée en 1999 dans Social Foundations of Postindustrial Economies.
Il axe son analyse sur la crise actuelle de l’État Providence et nous permet ainsi de voir les changements culturels à la base de la remise en cause des systèmes de retraite. 

### Les trois piliers de la protection sociale
Esping-Andersen ne se focalise pas sur le système de protection sociale étatique mais bien sur les relations entre tous les acteurs jouant un rôle « d’assureur social ». Il centre son analyse sur trois institutions pouvant prendre en charge les risques sociaux :
- la famille sur le principe de réciprocité
- le marché par la distribution fondée sur l’échange monétaire
- et bien sûr, le secteur public qui organise une redistribution

Esping Andersen y ajoute mais de façon plus secondaire le secteur associatif ou la société civile.
À partir de la Première Guerre mondiale, les risques sociaux augmentant, ils ne peuvent plus être assurés uniquement par les deux premières entités, c’est la naissance des systèmes de protection sociale qui suivra et corrigera l’avènement des sociétés industrielles. L'État providence met en place une politique de decommodification (démarchandisation), qui vise à réduire la dépendance des individus face au marché et à assurer les risques des citoyens. Il reprend et étend ainsi l'analyse de Karl Polanyi qui a montré dans les années 1940 que tout principe de protection sociale a pour objectif de dégager l’individu des pures lois du marché, aussi bien en cherchant le plein emploi qu’en garantissant un revenu de substitution en cas de difficulté.

### Typologie des systèmes de protection sociale et de retraite
L’auteur distingue trois systèmes, selon l’importance de chacun des trois acteurs de la protection sociale globale.

#### Le régime libéral
Il repose sur le principe de la responsabilité individuelle universelle, et a crû dans les pays anglo-saxons aux faibles influences catholiques et aux socialismes dispersés. L’État modeste est un credo. La régulation par le marché est réputée idéale. L’État n'a qu'à encourager les services privés. Il limite strictement sa politique d’aide aux familles : prestations sous conditions de ressources un simple filet de sécurité, Sa vision du risque social est étroitement limitée. De William Beveridge a dérivé l'adjectif beveridgien, désignant un tel modèle.
La vieillesse reste toutefois un risque historiquement pris en charge dès le XIXe siècle. Mais ce régime béveridgien s’oriente, plus tard, vers des systèmes d’épargne privée ou de fonds de pension par capitalisation. 
L’Irlande et le Royaume-Uni disposent d'un système pour tous les travailleurs, géré par l’État et financé en partie par l’impôt. Dans les deux pays, le régime général verse des indemnités forfaitaires. Le Royaume-Uni complète ce système par un régime de retraites complémentaires, non obligatoire (State Earnings Related Pension, SERP et Graduated Retirement Benefit) aux pensions dérivées des revenus. À la pension d’État très faible, s’inscrivant dans une logique d’assurance minimum (75,5 livres par semaine en 2003) s'ajoutent des pensions issues des régimes professionnels (par capitalisation) ; mais 4 millions de personnes n’en bénéficient pas. Ces compléments, dépendant du choix de l'entrepreneur et des gestionnaires des fonds de pension, restent très aléatoires, comme l'ont prouvé quelques gros aléas dans les années 2000.

#### Le régime social-démocrate
Le régime social démocrate marque les États scandinaves. Ses bases sont l’universalisme et l’égalitarisme. La précoce prégnance du libéralisme n'empêcha nullement la prise en charge des risques. Il en découle un rôle redistributeur, admis, de l’État, et une vision fort large des risques sociaux. L’État adopte une politique de « defamiliarisation » permettant aux hommes et désormais aux mères de choisir de travailler à l'extérieur ou de rester au foyer élever leurs enfants. Le mode de calcul des pensions de retraite est marqué par cette préoccupation de chances égales de carrière pour géniteur et génitrice. Andersen admet cependant que le modèle connaît des déformations, et relève des cas d'enfants danois comptant huit, voire douze "grands-parents", la révolution du rôle des femmes n'étant pas un long fleuve tranquille (Collège de France, nov. 2006).
Un système mixte a été mis en place pour la retraite : régime général, universel, de type beveridgien, versant des indemnités forfaitaires ; régime complémentaire, obligatoire, des travailleurs, dont le montant des indemnités dépend du revenu et/ou des cotisations versées.

#### Le régime corporatiste ou conservateur
Enfin le modèle conservateur est de règle en Europe continentale et - de façon un peu différente - en Europe méditerranéenne. L’État-providence a une origine monarchique et est fortement influencé par le christianisme, notamment le catholicisme. Régime corporatiste, car fondé sur une organisation par types de métiers, d'où dans la multiplication des caisses spéciales de retraite, dans certains pays. L’État adopte une politique familialiste qui favorise le modèle du « male bread winner » (gagne pain masculin extérieur - chef de famille).
Les pays d’Europe continentale et méditerranéenne, dont fait partie la France, ont adopté un régime plus ou moins bismarckien. La Belgique, le Luxembourg, l'Allemagne, la Grèce, l'Espagne, l'Italie, l'Autriche, les pays Baltes et le Portugal ont mis en place un système obligatoire pour les salariés, mais aussi pour les indépendants dans certains pays, dont les indemnités reposent sur la durée et le montant des cotisations, d’une part, et le revenu, d’autre part.

## Critiques
Malgré le manque de nuance inhérent à toute typologie, les chercheurs en sciences sociales reconnaissent l'apport de cette analyse. Ils lui reprochent toutefois :
- Sa non prise en compte des changements intervenus depuis les années 80
- Son aspect non dynamique
- Son absence de critère concernant l'intégration des femmes et plus largement des minorités
- Sa tendance simplificatrice : la typologie a tendance à réunir des pays qui toutefois présentent de très grandes disparités
- Le caractère sommaire et non reproductible de l'indicateur dit de "démarchandisation" qu'il utilise pour justifier le bien-fondé de sa typologie[3].

Enfin, les critiques féministes ont à la fois utilisé la typologie d'Esping-Andersen pour penser les rapports des femmes aux différents types d'États, et l'ont beaucoup critiquée dans la mesure où cette construction théorique ne prend pas en compte la dimension de genre, pourtant transversale aux trois piliers identifiés par Esping-Andersen. En effet, en axant son analyse sur les régimes de retraites qui dépendent le plus souvent de la participation salariée au marché du travail, le modèle d'Esping-Andersen analyse finalement essentiellement la situation des salariés masculins. Des auteurs tels que Hernes ou Lewis ont alors proposé d'autres typologies des États occidentaux à partir des relations de genre qu'ils façonnent (breadwiner model, etc.).

## Autre
D'après la liste arrêtée au 11 novembre 2003, il est membre du Comité d'orientation scientifique de l'association fondée par Michel Rocard et Dominique Strauss-Kahn, À gauche en Europe.